# Сезон ФК «Карпати» (Львів) 1991
| «Карпати» (Львів) у сезоні 1991 | «Карпати» (Львів) у сезоні 1991                         |
| ------------------------------- | ------------------------------------------------------- |
| Ліга                            | Друга ліга. Західна зона                                |
| Місце в лізі                    | 1                                                       |
| Раунд у Кубку                   | 1/32                                                    |
| Головний тренер                 | Ростислав Поточняк (до липня), Степан Юрчишин (з липня) |
| Тренери                         | Степан Юрчишин (до липня), Анатолій Тищенко             |
| Начальник команди               | Габор Вайда                                             |
| Стадіон                         | «Дружба» (Львів)                                        |
| Капітан                         |                                                         |
| Найбільше матчів у лізі         | Раймонд Лайзанс — 41                                    |
| Найкращий бомбардир у лізі      | Ярослав Козак — 9                                       |

Сезон «Карпат» (Львів) 1991 — двадцять третій сезон «Карпат» (Львів). У Західній зоні другої ліги команда посіла 1-е місце серед 22 команд, у Кубку СРСР 1991/92 дійшла до 1/32 фіналу.

## Головні події
Через три роки з часу відродження, «Карпати» з третьої спроби стали переможцем змагань Західної зони другої ліги. Але, у зв'язку зі стартом чемпіонату незалежної України, замість першої ліги СРСР здобули право виступів у вищій лізі чемпіонату України.

## Чемпіонат
| Місце | Клуб                       | «Карпати» — клуб | «Карпати» — клуб | І  | В  | Н  | П  | М     | О  |
| Місце | Клуб                       | удома            | у гостях         | І  | В  | Н  | П  | М     | О  |
| ----- | -------------------------- | ---------------- | ---------------- | -- | -- | -- | -- | ----- | -- |
| 1     | «Карпати» (Львів)          |                  |                  | 42 | 24 | 11 | 7  | 47-27 | 59 |
| 2     | «Зоря» (Луганськ)          | 2:0              | 0:1              | 42 | 26 | 5  | 11 | 69-34 | 57 |
| 3     | «Кяпаз» (Гянджа)           | 4:0              | 1:1              | 42 | 26 | 4  | 12 | 48-48 | 56 |
| 4     | «Нива» (Тернопіль)         | 1:0              | 1:0              | 42 | 25 | 6  | 11 | 56-29 | 56 |
| 5     | «Нива» (Вінниця)           | 3:1              | 0:0              | 42 | 21 | 7  | 14 | 54-40 | 49 |
| 6     | «Торпедо» (Таганрог)       | 0:0              | 1:0              | 42 | 19 | 9  | 14 | 46-30 | 47 |
| 7     | «Торпедо» (Запоріжжя)      | 1:0              | 0:0              | 42 | 18 | 10 | 14 | 63-50 | 46 |
| 8     | «Волинь» (Луцьк)           | 0:1              | 1:0              | 42 | 19 | 7  | 16 | 46-33 | 45 |
| 9     | «Тигина-Апоель» (Бендери)  | 2:0              | 0:0              | 42 | 18 | 8  | 16 | 49-39 | 44 |
| 10    | СКА (Одеса)                | 0:3              | 0:0              | 42 | 18 | 7  | 17 | 46-42 | 43 |
| 11    | «Карабах» (Агдам)          | 1:0              | 0:0              | 42 | 20 | 2  | 20 | 20-47 | 42 |
| 12    | «Дніпро» (Могильов)        | 1:0              | 2:1              | 42 | 18 | 6  | 18 | 47-37 | 42 |
| 13    | «Кремінь» (Кременчук)      | 2:2              | 3:2              | 42 | 16 | 9  | 17 | 56-50 | 41 |
| 14    | «Зоря» (Бєльці)            | 4:1              | 2:1              | 42 | 16 | 7  | 19 | 63-82 | 39 |
| 15    | «Суднобудівник» (Миколаїв) | 1:0              | 0:3              | 42 | 15 | 8  | 19 | 61-55 | 38 |
| 16    | «Динамо» (Брест)           | 2:1              | 0:2              | 42 | 14 | 9  | 19 | 50-50 | 37 |
| 17    | «Спартак» (Нальчик)        | 1:2              | 1:0              | 42 | 15 | 6  | 21 | 51-67 | 36 |
| 18    | «Галичина» (Дрогобич)      | 2:0              | 2:0              | 42 | 14 | 7  | 21 | 42-66 | 35 |
| 19    | «Ворскла» (Полтава)        | 1:0              | 0:0              | 42 | 10 | 11 | 21 | 39-60 | 31 |
| 20    | КІМ (Вітебськ)             | 2:0              | 0:0              | 42 | 11 | 8  | 23 | 43-55 | 30 |
| 21    | «Гоязан» (Казах)           | +:- (неявка)     | 1:4              | 42 | 13 | 2  | 27 | 29-61 | 28 |
| 22    | «Хімік» (Гродно)           | 2:1              | 0:0              | 42 | 7  | 9  | 26 | 32-55 | 23 |

### Статистика гравців
У чемпіонаті за клуб виступали 24 гравці, з яких 8 вперше одягли футболку клубу:
| Футболіст            | Дата народження   | Ігри     | Голи     |
| Воротарі             | Воротарі          | Воротарі | Воротарі |
| -------------------- | ----------------- | -------- | -------- |
| Раймонд Лайзанс      | 5 серпня 1964     | 41       | 25п      |
| Валерій Паламарчук   | 11 серпня 1963    | 1        | 2п       |
| Захисники            |                   |          |          |
| Юрій Мокрицький      | 16 жовтня 1970    | 39       | 7        |
| Олег Гула            | 31 січня 1965     | 36       | 1        |
| Роман Деркач         | 13 листопада 1965 | 34       |          |
| Микола Сич           | 7 лютого 1971     | 30       |          |
| Андрій Чікало        | 21 січня 1964     | 20       |          |
| Олександр Гій        | 21 грудня 1963    | 18       | 1        |
| Богдан Недільський   | 23 серпня 1967    | 14       |          |
| Андрій Коваленко     | 2 серпня 1973     | 9        |          |
| Андрій Грінер        | 25 червня 1973    | 5        |          |
| Олександр Кулішевич  | 19 серпня 1962    | 4        | 1        |
| Півзахисники         |                   |          |          |
| Віктор Рафальчук     | 30 травня 1962    | 39       | 6        |
| Василь Леськів       | 20 грудня 1963    | 38       | 1        |
| Роман Толочко        | 11 грудня 1968    | 35       | 5        |
| Олександр Чижевський | 27 травня 1971    | 33       |          |
| Анатолій Мущинка     | 19 серпня 1970    | 28       | 2        |
| Володимир Шаран      | 18 вересня 1971   | 8        | 2        |
| Володимир Сабадаш    | 17 листопада 1974 | 2        |          |
| Нападники            |                   |          |          |
| Ярослав Козак        | 12 квітня 1967    | 40       | 9        |
| Руслан Забранський   | 10 березня 1971   | 39       | 6        |
| Роман Лаба           | 30 листопада 1966 | 35       | 1        |
| Олег Яремчук         | 7 листопада 1969  | 16       | 1        |
| Айварс Друпасс       | 3 серпня 1963     | 15       | 4        |

## Кубок СРСР
| Етап | Дата          | Господар              | Рахунок             | Гість             |
| ---- | ------------- | --------------------- | ------------------- | ----------------- |
| 1/64 | 2 травня 1991 | «Карпати» (Львів)     | +:- (неявка гостей) | «Зоря» (Бєльці)   |
| 1/32 | 1 липня 1991  | «Тилігул» (Тирасполь) | 2:1                 | «Карпати» (Львів) |

## Вища ліга
В еліті радянського футболу «Карпати» виступати дев'ять сезонів (1971—1977, 1980). У матчах вищої ліги на поле виходили:
- Лев Броварський — 225
- Ростислав Поточняк — 168
- Геннадій Лихачов — 165
- Остап Савка — 155
- Володимир Данилюк — 142
- Ярослав Кікоть — 142
- Федір Чорба — 135
- Едвард Козинкевич — 127
- Іван Герег — 118
- Юрій Дубровний — 113
- Роман Хижак — 109
- Валерій Сиров — 86
- Олександр Ракитський — 82
- Олександр Швойницький — 81
- Юрій Бондаренко — 72
- Олег Родін — 61
- Габор Вайда — 58
- Андрій Баль — 52
- Богдан Грещак — 52
- Степан Крупей — 52

- Ігор Кульчицький — 48
- Роман Риф'як — 43
- Володимир Фурсов — 43
- Роман Покора — 39
- Роман Шподарунок — 36
- Юрій Підпалюк — 35
- Петро Данильчук — 34
- Ярослав Думанський — 32
- Юрій Суслопаров — 29
- Василь Щербей — 28
- Володимир Дикий — 27
- Ігор Мосора — 27
- Станіслав Кочубинський — 26
- Анатолій Саулевич — 26
- Ігор Семенка — 25
- Олександр Андрющенко — 24
- Янош Габовда — 23
- Степан Юрчишин — 21
- Анатолій Рибак — 20
- Віктор Никитюк — 19
- Анатолій Васильєв — 17
- Роман Журавський — 16
- Юрій Цимбалюк — 16
- Тарас Шулятицький — 16
- Нодар Бачіашвілі — 15
- Роман Гірник — 15
- Василь Гунько — 15
- Борис Сорока — 15
- Григорій Батич — 12
- Юрій Сафронов — 10
- Михайло Сарабін — 8
- Йосип Микуланинець — 7
- Володимир Тростенюк — 6
- Іван Ковач — 5
- Емеріх Майорош — 5
- Роман Давид — 3
- В'ячеслав Двуреченський — 3
- Ігор Цісельський — 3
- Іван Шопа — 3
- Матвій Бобаль — 2
- Віктор Борейчук — 2
- Володимир Булгаков — 2
- Євген Михайлюк — 2
- Володимир Безуб'як — 1
- Едуард Валенко — 1
- Богдан Копитчак — 1